# Fabio Escobar
Fabio Escobar Benítez (né le 15 février 1982 à San Lorenzo au Paraguay) est un joueur de football international paraguayen, qui évolue au poste d'attaquant.

## Biographie

### Carrière en sélection
Avec l'équipe du Paraguay, il joue 4 matchs (pour aucun but inscrit) entre 2004 et 2008. 
Il figure dans le groupe des sélectionnés lors de la Copa América de 2004, où son équipe atteint les quarts de finale.

## Palmarès
Club Nacional
- Championnat du Paraguay :
  - Meilleur buteur : 2008 (Ouverture) (13 buts).